# Marco Del Freo
Marco Del Freo (Pescia, 30 de junio de 1964) es un cantautor italiano. Ha ganado diversos festivales musicales como el de Viña del Mar y Sanremo.

## Biografía
En 1988, con 24 años, representó a Italia en el Festival Internacional de la Canción de Viña del Mar con la canción Senza te de Maurizio Piccoli y Gino Mescoli, ganando la Gaviota de Plata. En 1995 participó en el Festival de San Remo con la canción Resta Cum'me que tuvo gran éxito.
En 1996 participa en el programa de RAI Uno Mille lire al mese. Ese mismo año trabaja en el programa Número uno también de RAI Uno y en La canzone del secolo de Canale 5.
En 2002 compuso junto a David Marchetti el tema Doppiamente Fragili que, interpretado por Anna Tatangelo ganó el Festival de Sanremo de ese año.
En 2014 lanzó "VOLERAI"composto junto a Siimone Del Freo y Agostino Gabrielli. El mismo año es publicado también  la versión en español con el título VOLARAS" con las palabras de Óscar Lolo Peña.

## Discografía
| Título                   | Salida | Etiqueta              |
| ------------------------ | ------ | --------------------- |
| Sin ti                   | 1988   | CBS - Chile           |
| Senza te - Annie         | 1988   | C&M - Italia          |
| Notti che Vorrei         | 1996   | Bla Bla               |
| Ci vorrebbe Totò         | 1997   | CGD east west         |
| Soffrirò                 | 1999   | C&M                   |
| Le mie chiavi            | 2001   | CSB Italia            |
| " Volerai"               | 2014   | PDD- Edit Music Italy |
| " Volaras"               | 2014   | PDD- Edit Music Italy |
| 9 vite                   | 2015   | Edit Music Italy      |
| " Dagli occhi all'anima" | 2016   | Lions music Label     |

- Datos: Q3846060